# Войниче
 Тази статия е за селото в Сърбия.  За руският филм вижте Войниче (филм).  
Войниче е сред малкото смесени етнически села (сърби и бошняци) в община град Нови пазар, Рашки окръг. Намира се северозападно и в непосредствена близост до град Нови пазар.
Според преброяването от 2002 г. има 197 души, но в 1953 г. е наброявало 305 жители.
Войниче е разположено над Новопазарското поле в посока откъм Дежевска долина. На хълма в съседство на селото се намира известния средновековен манастир (ср.) Джурджеви ступови или на български език - Стълбовете на Свети Георги, който е част от средновековния архитектурно-археологически комплекс Стари Рас.